# Pseudorhombus tenuirastrum
Pseudorhombus tenuirastrum is een straalvinnige vissensoort uit de familie van schijnbotten (Paralichthyidae). De wetenschappelijke naam van de soort is voor het eerst geldig gepubliceerd in 1899 door Waite.